# Iryda Grek-Pabisowa

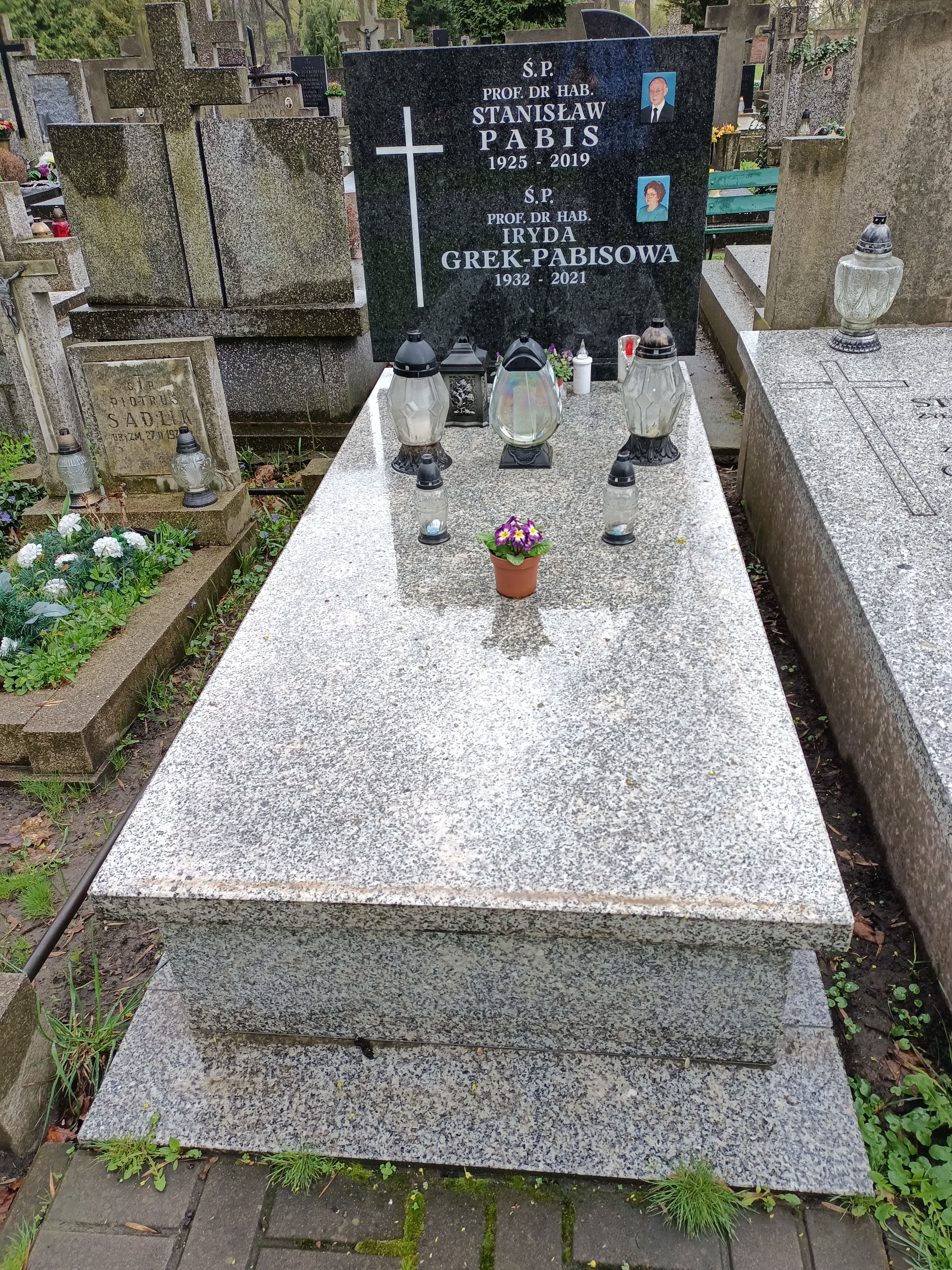
Grób Irydy Grek-Pabis i Stanisława Pabisa na cmentarzu prawosławnym na Woli.

Iryda Grek-Pabisowa, właściwie Iryda Pabis (ur. 5 maja 1932 w Równem, zm. 28 kwietnia 2021) – polska językoznawczyni, prof. dr hab.

## Życiorys
W 1955 ukończyła studia na Uniwersytecie Warszawskim. Tam w 1966 uzyskała stopień doktora, w 1983 stopień doktora habilitowanego. 16 czerwca 1998 nadano jej tytuł profesora w zakresie nauk humanistycznych. 
W latach 1957–2013 pracowała w Instytucie Slawistyki Polskiej Akademii Nauk, gdzie m.in. kierowała Pracownią Języka Rosyjskiego, następnie Pracownią Badań Polszczyzny Północnokresowej, w latach 1996-2003 była zastępcą dyrektora ds. naukowych.
W latach 1975–1991 była sekretarzem redakcji, w latach 1992–2013 redaktorem naczelnym pisma Acta Baltico-Slavica.
W 1981 została odznaczona Medalem Komisji Edukacji Narodowej, w 1986 Złotym Złotym Krzyżem Zasługi, w 2004 Krzyżem Kawalerskim Orderu Odrodzenia Polski.
Opublikowała m.in.:
- Rosyjska gwara starowierców w województwach olsztyńskim i białostockim (1968)
- Wielki słownik rosyjsko-polski (1970) – z Anatolem Mirowiczem, Ireną Dulewiczową, Ireną Maryniakową – łącznie osiem wydań do 2004
- Słownik gwary starowierców mieszkających w Polsce (1980) – z Ireną Maryniakową
- Słownictwo rosyjskiej wyspy gwarowej staroobrzędowców w Polsce. Rozwój i stan dzisiejszy (1983)
- Ilustrowany słownik dla dzieci rosyjsko-polski, polsko-rosyjski (1982) – z Wandą Sudnik-Owczuk (ilustracje Danuta Konwicka)
- Ortograficzny słownik języka rosyjskiego (dla Polaków) z zasadami pisowni (1995)
- Nowy słownik polsko-rosyjski, rosyjsko-polski (1997) – z Galiną Kowalową
- Staroobrzędowcy. Szkice z historii, języka, obyczajów. Wybór prac z okazji 45-lecia pracy naukowej (1999)
- Kieszonkowy słownik rosyjsko-polski, polsko-rosyjski (2004)  – z Wandą Sudnik-Owczuk
- W kręgu mojego życia. Ludzie, zdarzenia, czasy (2012)